# Cyllodania fasciata
Cyllodania fasciata är en spindelart som beskrevs av Lodovico di Caporiacco 1954. Cyllodania fasciata ingår i släktet Cyllodania och familjen hoppspindlar. Inga underarter finns listade i Catalogue of Life.